# Ahmed Djeddaï
Ahmed Djeddaï est un homme politique algérien, né en Algérie en 1957 dans la wilaya d'Alger.

## Biographie
Ahmed Djeddaï est né en 1957 dans la wilaya d'Alger.
Il suit des études de médecine et se spécialise en urologie,.

## Parcours politique
Ahmed Djeddaï adhère au Front des forces socialistes (FFS) dans sa jeunesse,.
Il est nommé premier secrétaire national du parti de 2003 à 2005.
Il est de nombreuses années membre du cabinet-conseil du premier secrétaire du FFS,.
Lors des élections législatives algériennes de 1997, il est élu député du FFS à l'Assemblée populaire nationale (APN) pour la wilaya d'Alger,.